# Lopidea falcata
Lopidea falcata är en insektsart som beskrevs av Knight 1923. Lopidea falcata ingår i släktet Lopidea och familjen ängsskinnbaggar. Inga underarter finns listade i Catalogue of Life.